# 김정호 (작곡가)
김정호는 대한민국의 작곡가, 가수다. 1986년 그룹 영과영 앨범 [영과영]으로 데뷔했다.

## 방송
- 헬로트로트 (2021) - Top60(43위)

## 작곡
- 김정연 - 고향버스 (2011)
- 강진 - 화장을 지우는 여자 (2005)
- 이상번 - 꽃나비사랑 (2005)
- 최석준 - 꽃을 든 남자 (1999)
- 이명주 - 짐이 된 사랑 (1995)

## 음반
- 영과영 ( 얼룩진 사랑 ) (1986)
- 7080 그리고 90년대 불타는 청춘들 (2019)
- 추억을 부르는 낭만가요 (2019)
- 8090 최고의 힛트송 모음 (2019)
- 7080 오리지날 K팝 스타 (2019)